# Hafez (poète)
Pour les articles homonymes, voir Hafiz.
Hafez, de son nom littéraire Chams ad-Din Mohammad Hafez-e Chirazi
(en persan : خواجه شمس‌الدین محمد حافظ شیرازی), est un poète, philosophe et un mystique persan né vers 1325 à Chiraz (Iran) et mort à l'âge de 64 ans, probablement en 1389 ou 1390. Il serait le fils d'un certain Baha-ud-Din. Hafez est un mot arabe, signifiant littéralement « gardien », qui sert à désigner les personnes ayant « gardé », c'est-à-dire appris par cœur, l'intégralité du Coran.
Il est surtout connu pour ses poèmes lyriques, les ghazals, qui évoquent des thèmes mystiques du soufisme en mettant en scène les plaisirs de la vie.
Le  Dîvân est une œuvre lyrique qui contient tous les poèmes de Hafez ; une œuvre mystique qui se trouve chez la majorité des Iraniens.
Son mausolée est au milieu d'un jardin persan à Chiraz et attire encore aujourd'hui de nombreuses personnes, pèlerins ou simples amoureux de poésie, venues lui rendre hommage.

## Biographie

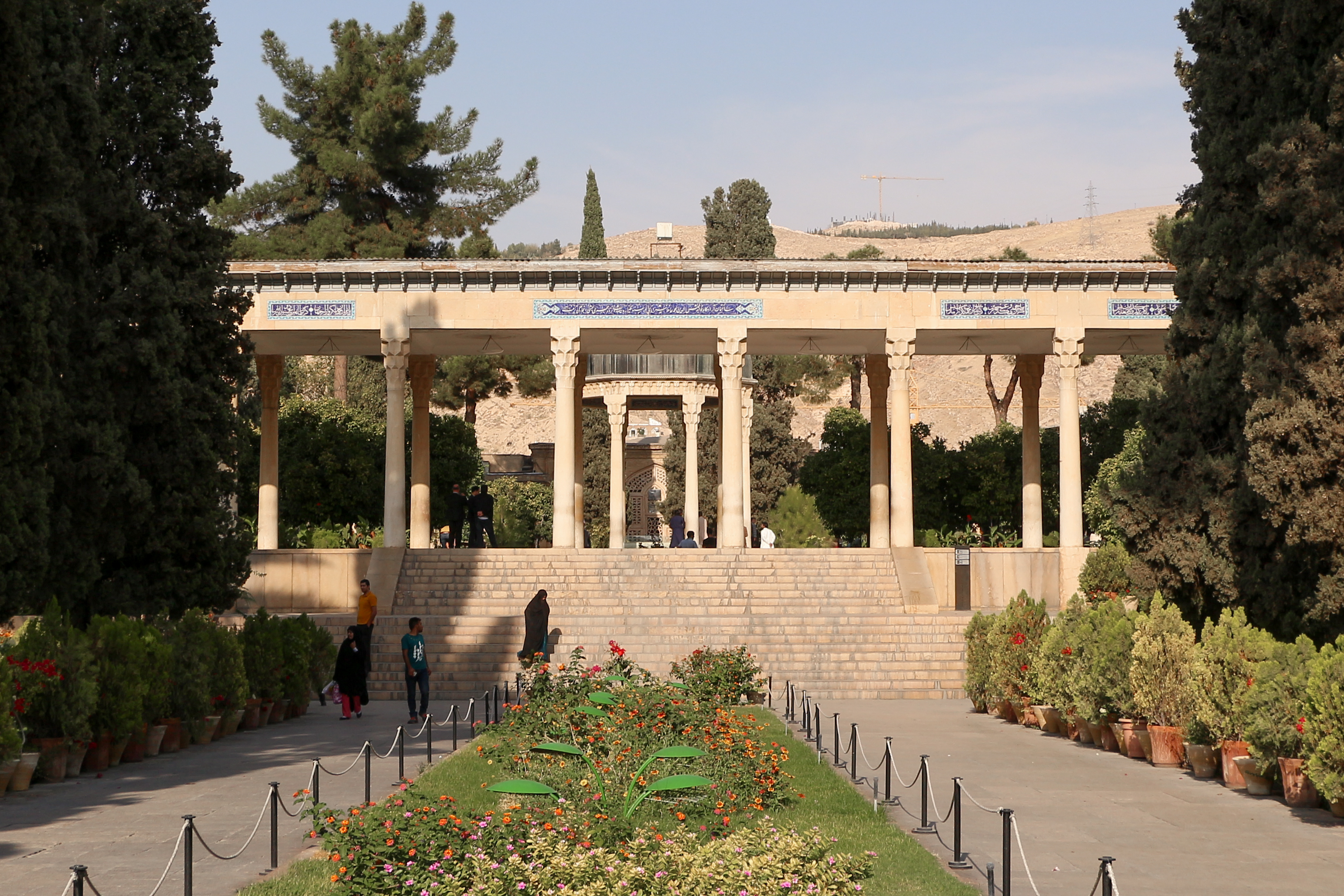
Mausolée de Hafez à Chiraz (Iran)

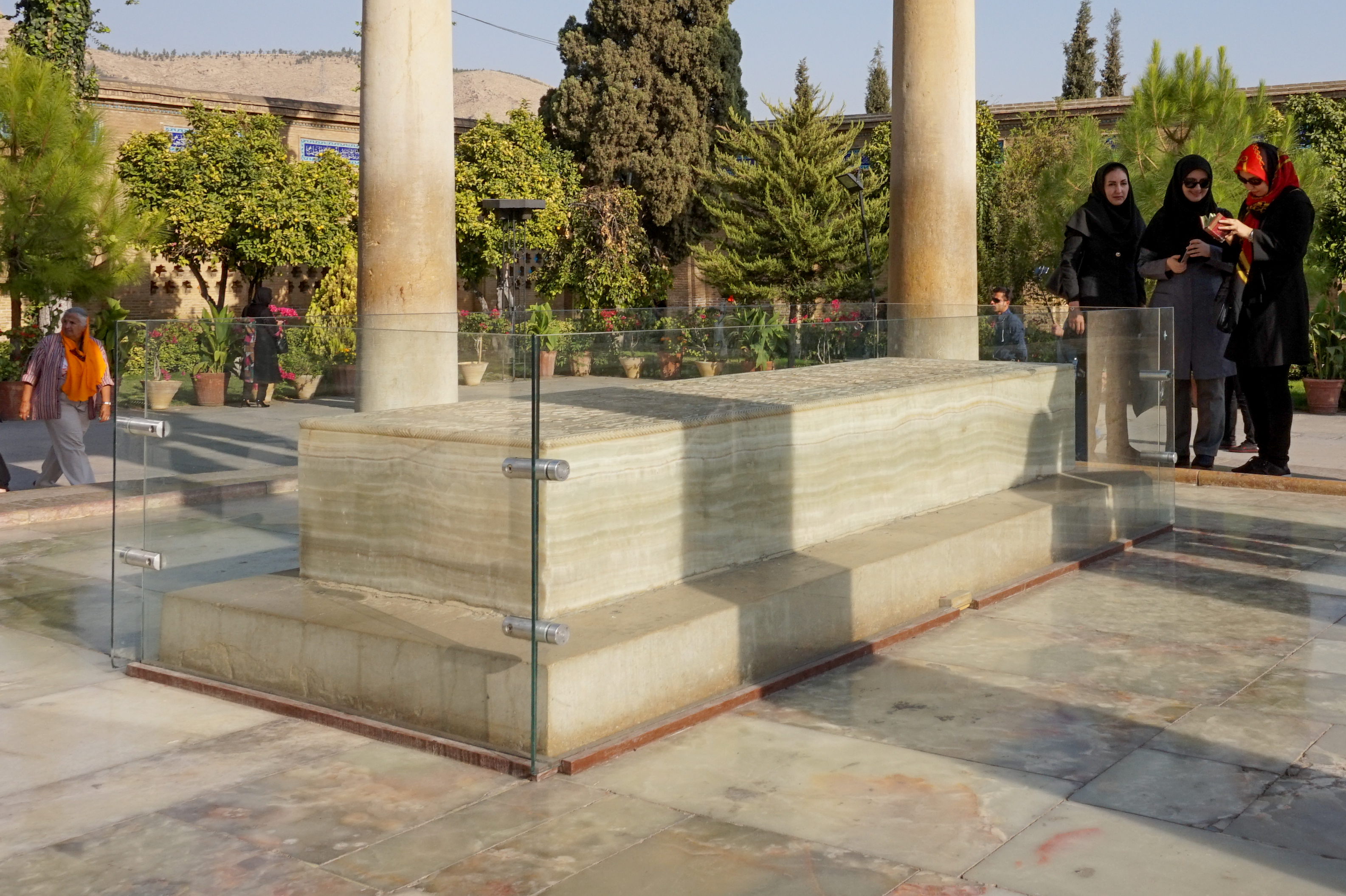
Tombe de Hafez à Chiraz (Iran)

Très peu d'informations crédibles sont disponibles sur la vie de Hafez, et particulièrement durant sa jeunesse - il y a de nombreuses anecdotes plus ou moins mystiques. D'après sa poésie, il a dû avoir une bonne éducation, ou il a trouvé les moyens de s'éduquer tout seul. Les chercheurs s'accordent généralement sur les points suivants :
Son père, Baha-ud-din, était peut-être un marchand de charbon qui est mort quand Hafez était enfant, le laissant, ainsi que sa mère avec des dettes [réf. souhaitée].
Il semble probable qu'il ait rencontré Attar de Chiraz, un intellectuel par certains aspects peu recommandable et qu'il soit devenu son disciple[réf. souhaitée].
Il semble qu'il soit ensuite devenu un poète à la cour de Abou Ishak, où il côtoie la poétesse Jahan Malk Khatun. De nombreuses similitudes entre leurs œuvres montre qu'ils se sont influencés mutuellement,. Il gagne une réputation et de l'influence dans sa ville natale. Il est possible qu'il soit devenu un maître dans une école coranique à cette époque [réf. souhaitée].
Vers 30 ans, Moubariz Mouzaffar a pris Chiraz et il semble qu'il ait banni Hafez de sa position. Hafez a apparemment repris sa position pour un bref moment après que Chah Chouja fit prisonnier son père Moubariz Mouzaffar. Mais peu de temps après, Hafez s'est imposé un exil quand des rivaux et des personnages religieux qu'il avait critiqués se mirent à répandre des rumeurs à son propos. Une autre cause possible de sa disgrâce peut être l'histoire d'amour qu'il a eue avec une belle turque, Chakh-e Nabat. Hafez a fui Chiraz pour aller à Ispahan et Yazd pour sa propre sécurité [réf. souhaitée].
À l'âge de 52 ans, Hafez a repris sa position à la cour, et a surement reçu une invitation personnelle de la part de Chah Chouja, qui l'a prié de revenir. Il a obtenu une position plus solide après la mort de Chah Chouja, quand Chah Chouja ad-Din Mouzaffar était sur le trône pendant une brève période, avant d'être battu puis tué par Tamerlan [réf. souhaitée].
Dans sa vieillesse, il a apparemment rencontré Tamerlan afin de défendre sa poésie des accusations de blasphème.
On pense que Hafez est mort à l'âge de 69 ans. Sa tombe est située dans les jardins Mousalla de Chiraz (jardins appelés Hafezieh), dont les plans ont été dessinés par André Godard et Maxime Siroux dans les années 1930.

## Postérité

### Contes folkloriques à propos de Hafez
De nombreux contes semi-miraculeux se sont formés autour d'Hafez après sa mort. En voici trois exemples :
- On dit qu'en écoutant les récitations de son père, Hafez avait réussi à retenir le Coran depuis son jeune âge. En même temps, il avait appris les travaux de Movlana (Jalal ad-Din Mohammad Roumi), Saadi, Attar, et Nizami.
- D'après la tradition, après avoir rencontré Attar de Chiraz, Hafez a travaillé dans une boulangerie. Hafez a livré du pain dans un quartier riche de la ville où il aurait vu Chakh-e Nabat, une femme d'une grande beauté, à qui certains de ses poèmes sont dédiés.
- À l'âge de 60 ans, on dit qu'il a entamé une veille de 40 jours en s'asseyant dans un cercle qu'il avait dessiné pour lui-même. Le quarantième jour, il a rencontré de nouveau Attar et s'est fait offrir une coupe de vin spirituelle. C'est à ce moment-là qu'il a atteint la Conscience cosmique.

### Après sa mort, œuvres rassemblées
Il n'y a pas de version définitive de ses œuvres complètes (ou divân) ; les éditions varient de 573 à 994 poèmes. En Iran, ces œuvres rassemblées servent maintenant d'aide à la divination populaire.
Il n'y a eu des essais soutenus des chercheurs que depuis les années 1940 - par Massoud Farzad, Qasim Ghani et d'autres en Iran - pour authentifier son travail, et retirer les erreurs introduites par des copistes plus récents et les censeurs. Cependant, la justesse de ces travaux a été remise en question (Michael Hillmann dans Rahnema-ye Ketab n° 13 (1971), « kouchechha-ye jadid dar chenakht-e divan-e sahih-e hafez ») et dans les travaux du spécialiste de Hafez, Iraj Bashiri : « Il reste peu d'espoir ici (c-à-d en Iran) pour un Divan authentifié. »

### Son Influence sur leclassicisme de Weimar

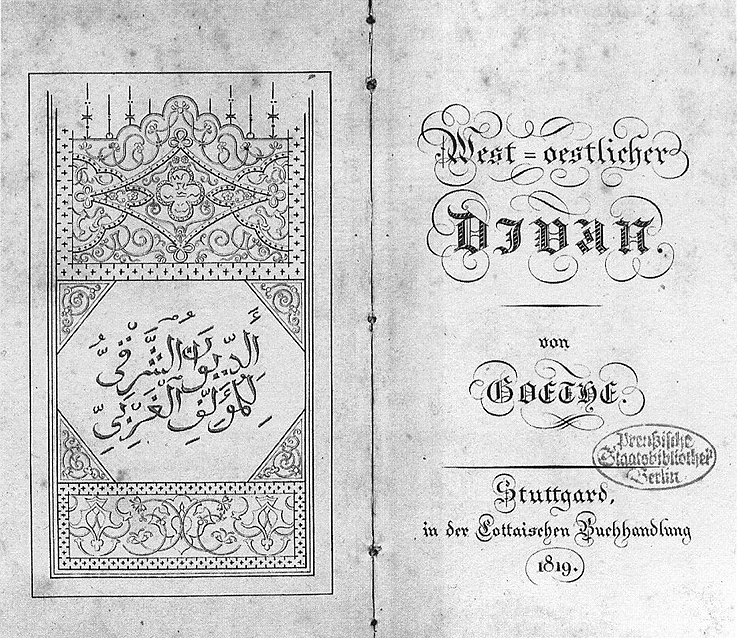
Johann Wolfgang von Goethe / page de titre de West-Östlicher Divan / 1819 / Stuttgart / Staatsbibliothek Preußischer Kulturbesitz, Berlin

Pas vraiment reconnu à son époque et souvent exposé au reproche d'hétérodoxie, il a grandement influencé les poètes persans et a laissé sa marque sur d'importants poètes occidentaux comme Goethe (dans son dernier grand recueil de poèmes, le West-östlicher Divan, qui contient douze livres, chacun doté d'un nom oriental et d'un nom allemand). La première traduction de Hafez en langue anglaise a été réalisée en 1771 par William Jones. Peu de traductions en anglais ou en français de Hafez ont été vraiment couronnées de succès, à l'exception de celle, en français, de Charles-Henri de Fouchécour et en anglais celle du philosophe américain Ralph Waldo Emerson.
Son œuvre a été écrite dans ce qui est maintenant un dialecte présentant des significations archaïques de certains mots, et trouver leur sens original demande une extrême précaution et de la recherche afin d'assigner à chaque mot un sens symbolique ou littéral. En effet, Hafez utilisait souvent des images, des métaphores et des allusions qui nécessitaient une très bonne base culturelle de la part du lecteur.

### Son influence sur Schiller, Wieland et Herder
1. Friedrich von Schiller :

2. Christoph Martin Wieland :

3. Johann Gottfried von Herder :

### Hafez dans la culture iranienne contemporaine
Les poèmes de Hafez sont toujours parmi les plus populaires des poèmes persans. Ils sont fréquemment utilisés dans la musique traditionnelle iranienne, comme dans les œuvres de Mohammad Reza Shadjarian. Le Divân de Hafez est utilisé comme aide à la divination populaire. Les Iraniens posent une question concernant leur futur à Hafez, puis ouvrent son Divan au hasard, le poème étant sur la page ouverte peut alors être interprété pour connaître la réponse à sa question.
De jeunes adultes se sont tournés vers les œuvres de Hafez, particulièrement après qu'un groupe de rock appelé O-Hum se fut consacré à n'utiliser que des paroles de Hafez. Sa poésie est aussi une des sources d'inspiration du peintre iranien Mahmoud Farshchian.
به شعر حافظ شیراز می رقصند و می نازند
سیه چشمان کشمیری و ترکان سمرقندی
Ils aguichent et dansent sur les vers de Hafez de Chiraz,
les Kachmiris aux yeux noirs et les Turcs de Samarcande.
Quatrain
« Même si l'abri de ta nuit est peu sûr et ton but encore lointain sache qu'il n'existe pas de chemin sans terme. Ne sois pas triste », L'usage du monde, Nicolas Bouvier et Thierry Vernet.

## Œuvre

### Le Divân
Le Divân de Hafez est le nom commun donné à l'œuvre de Hafez, signifiant recueil de poèmes, car elle n'a pas de titre. Plus d'un siècle après sa mort, son Divân n'existait pas encore en un volume complet. Le fils d'un prince timouride de Harat, Hoseyn Bayqara, un descendant de Tamerlan, commença à assembler en 1501 les manuscrits comportant des ghazals de Hafez. Le ghazal est un poème fait de distiques qui tendent, chacun, à être un poème. Le distique est fait de deux parties ayant même rythme, travaillées pour que les figures se fassent écho.
Extrait : « Par la vie de l'Aimé, le chagrin ne vous déshonorera pas, si vous faites confiance aux faveurs de Qui résout toute difficulté ! ».

### Publications anciennes
- Le recueil de ses poésies, ou Divân, qui contient 571 odes ou ghazals, a été publié à Calcutta, 1791, 1 volume in-folio, en persan. Il en a été traduit divers morceaux par Barthélemy d'Herbelot de Molainville (dans sa Bibliothèque orientale), et par Herbin, 1806, avec une notice sur ce poète. Hammer en a donné une traduction complète en allemand, Tübingen, 1812.
- Quelques Odes de Hafiz par Louis Alphonse Daniel Nicolas[8].

### Traductions récentes
- Hâfiz, Le livre d'or du Divan, adaptation du persan par Pierre Seghers, éditions Seghers, 1978
- Hafez Shirazi, L'amour, l'amant, l'aimé (Cent ballades traduites du persan), traduction de Vincent-Mansour Monteil, édition Sindbad Actes Sud, 1999

- Divân de Hafez, traduit et commenté par Charles-Henri de Fouchécour, éditions Verdier, 2006  (ISBN 978-2-86432-471-3)

- Hafez de Chiraz, Cent un ghazals amoureux, traduction de Gilbert Lazard, éditions Gallimard, 2010

## Sources
- E.G. Browne. Literary History of Persia, 4 volumes, 2256 pages, et 25 ans de travail, 1998  (ISBN 0-700-70406-X).
- Jan Rypka, History of Iranian Literature. Reidel Publishing Company. ASIN B-000-6BXVT-K
- « Aperçus sur la vie et les écrits de Hâfiz », Charles Defrémery, in La Danse de l'âme, recueil d'odes mystiques et de quatrains des soufis, Éditions InTexte, Toulouse, 2006  (ISBN 2-9514986-7-5).
- Bibliographie et surtout traduction et commentaires récents : Le Divân, Hâfez de Chiraz par Charles-Henri de Fouchécour, 2006, Verdier poche, Paris.
- Omar Khayyâm. Quatrains suivi de Hâfez. Ballades. Poèmes choisis, traduits et présentés par Vincent Monteil, bilingue, calligraphies de Blandine Furet, 171p., Coll. La Bibliothèque persane, Ed. Sindbad, 1983.
- Cent un ghazals amoureux, traduction de Gilbert Lazard, Éditions Gallimard, 2010.